# Prefectura de Nana-Mambéré
Nana-Mambéré es una de las 14 prefecturas de la República Centroafricana. Está situada en el oeste del país, junto con Camerún. Su capital es Bouar. Colinda con las prefecturas de Ouham-Pendé al norte y este, Ombella-M'Poko al este, y Mambéré-Kadéï al sur.
Además de Bouar, también son importantes las ciudades de Baboua, en el oeste, y Baoro, a orillas del río Lobaye.
En Nana-Mambéré se encuentran unos famosos megalitos, monumentos de granito construidos hace miles de años por culturas desconocidas.